# Silver (Zeměplocha)
Silver je kocour Stařenky Oggové, postava z knih o Zeměploše anglického spisovatele Terryho Pratchetta.
Má dosti svéráznou a bojovnou povahu, z různých šarvátek si nosí mnoho šrámů a jizev.
V některých dílech cyklu Zeměplochy ho stařenka Oggová proměňuje na člověka.
Typické rčení: „Chceššš mlíííko, mňaum!“
Silver má panický strach z kotěte jménem Ty, které patří Bábi Zlopočasné.
Silver patří k slabinám stařenky Oggové. Zatímco vzato logicky by připustila, že je to tlustý, zlomyslný a páchnoucí mnohonásobný násilný smilník, v duchu by ho stejně viděla jako to malé roztomilé koťátko, kterým byl, když si ho přinesla před lety. To, že před dvěma lety pronásledoval hladového vlka až do koruny stromu a vloni k smrti vyděsil medvědici, která si na kraji lesa bezstarostně vyhrabávala kořínky, neznamenalo, že se Stařenka přestala bát, aby se mu, chudáčkovi, něco nestalo. Všichni ostatní v celém širém okolí byli přesvědčeni, že jediné, co by mohlo Silverovi ublížit, by byl přímý zásah většího meteoritu.  